# Hunuguri
A hunuguri egy, ebben a névalakban először a gót származású történész, Iordanes Getica című művében említett nép.
Ezektől távolabb, a Pontus–tenger felett terül el a bulgares lakóhelye, akiket a mi vétségeink tettek igen ismertté. Itt hajtott ki két helyen, mintegy a legbátrabb nemzetnek, a hunoknak a terebélyes törzsfája, a népek veszedelme. Ugyanis az egyiket altziagirusoknak, a másikat savirusoknak hívják, minthogy lakóhelyeik mégis elkülönülnek egymástól: az altziagirusoké Chersona mellett van, ahova Asia kincseire sóvárgó kereskedő szállítja áruját. Nyáron a mezőkön vándorolnak, és ott ütnek tanyát, ahova a csorda élelmezése csalogatja őket, télvíz idején visszahúzódnak a Pontus-tenger fölé. A hunugurusok pedig azért ismeretesek, mivel hermelinprémmel kereskednek...
Nagy valószínűséggel a Priszkosz rétornál onoguroi néven nevezett népességgel azonosítható.
Ebben az időben a keleti rómaiakhoz követséget küldtek a szaragurok, s az ogurok és az onogurok, amely népek elvándoroltak saját lakóhelyükről, minthogy harcba bocsátkoztak velük a szabirok–(szavirok), akiket az avarok űztek el, akiket viszont az Óceán partvidékén lakó népek késztettek arra, hogy más vidékre költözzenek...
A hunugurok 551-ben, a Getica megírásának idején a Fekete-tengernél a bolgárok szomszédságában éltek, és prémkereskedésükről híresültek el az ókori világban. Az eddigi kutatástörténetben a hunuguroknak bolgár, török, magyar, hun etnikummal történő azonosítása egyaránt fölmerült, és leginkább a bolgárral való azonosság teóriája bizonyult tartósnak. Ám mára már ezek a nézetek többé–kevésbé túlhaladottakká váltak. Leginkább az az elfogadott, hogy a hunugurok törzse – mint korábban a hunoké, gótoké, vagy bármelyik más barbár népet példaként lehetne említeni – nem egy törzset, de még csak nem is egy etnikumot, hanem többféle népcsoportot foglalt magába. Az viszont  bizonyítottnak tűnik, hogy a hunugurok kötelékében a magyarok őseinek jelenlétével már számolni kell.